# 一级市场
，又稱發行市場，是处理新发行证券的金融市场。筹集资金的公司、政府或公共部门通过发行新的股票和債券来进行借贷。初級市場是資本市場的一部分，負責處理發行人直接向投資者發行和出售股票證券。這一過程通常由證券商的辛迪加（企業聯合組織）或證券承銷商（保证購買全部發行的股票或公債的人）完成，發售新證券的過程被稱為承銷（underwriting），也称首次公開募股（IPO），證券承銷商从中抽取佣金。
一旦初次交易完成，其後續的交易行為會在二级市场上完成。發行目的為籌措中、長期資金，发行新债，通常此市場無固定的發行時間與地點，屬於無形的市場，发行方式随发行目的而变。